# Алегени (река)
Алегени (енгл. Allegheny River) је река која протиче кроз САД. Дуга је 523 km. Протиче кроз америчке савезну државу Пенсилванију. 
Извире у округу Потер, Пансилванија. Улива се у Охајо код Питсбурга.
Главне притоке су јој Кларион, Кискининетас и Френч Крик.